# Sergio Benvenuto
Sergio Benvenuto (Napoli, 1948) è uno psicoanalista, filosofo e scrittore italiano.
Già Primo Ricercatore presso l'Istituto di Scienze e Tecnologie della Cognizione (ISTC) del CNR a Roma. Professor Emeritus di Psicoanalisi presso l'Istituto Internazionale di Psicologia del Profondo di Kiev (gemellata all'Università di Nizza). Ha fondato (nel 1995) e diretto l'European Journal of Psychoanalysis.

## Biografia
Ha compiuto gli studi universitari all'Università Paris VII dal 1967 al 1973, dove ha ottenuto la Maîtrise in Psicologia. Nel frattempo, ha seguito i seminari di Roland Barthes e di Jacques Lacan. In seguito ha preparato un dottorato in Psicoanalisi con Jean Laplanche all'Università Parigi 7. A Milano si è formato in psicoanalisi attraverso gli psicoanalisti della S.P.I. Elvio Fachinelli e Diego Napolitani, fondatore della Società Gruppo-Analitica Italiana.
Trasferitosi in seguito a Roma, si divide tra la ricerca in psicologia sociale al CNR, l'attività privata come psicoanalista, e il lavoro di pubblicista. È stato cofondatore e caporedattore della rivista Lettera Internazionale (fondata nel 1984) ed è tuttora assiduo collaboratore del trimestrale Lettre Internationale di Berlino, e Magyar Lettre di Budapest. Nel 1995 ha fondato a New York il semestrale Journal of European Psychoanalysis, divenuto poi EJPsy, European Journal of Psychoanalysis, che tuttora dirige. Dal 2011 insegna psicoanalisi all'Istituto Internazionale di Psicologia del Profondo di Kiev e all'Istituto di Psicoanalisi Moderna di Mosca.

## Pensiero
Benché Benvenuto si sia occupato di campi in apparenza alquanto diversi tra loro – psicologia sociale, filosofia del linguaggio e della politica, psicoanalisi, teoria della politica – a partire dagli anni 90 ha articolato un progetto predominante che tocca i vari campi: sostituire al primato della riflessione sulla Verità (tipico della cultura occidentale) una riflessione che punti al Reale. In questo modo egli cerca una terza via tra le due culture predominanti e in opposizione in Occidente: l'epistemologia positivista (interessata alle condizioni di verità degli enunciati) da una parte, la fenomenologia e l'ermeneutica dall'altra (interessata al disvelamento di una Verità che si dipana nella storia umana).
Egli mutua il concetto di Reale dal pensiero di Jacques Lacan, ma ne allarga il senso, includendovi tutto ciò che resta esterno (origine e resto) a ogni assetto di senso, sia esso scientifico, estetico, o etico-politico. Il Reale è quel fondo attorno a cui gira ogni teoria scientifica, ogni produzione artistica, la psicoanalisi di ciascun soggetto, ogni assetto etico, e che resta sempre in eccesso rispetto a tutti questi “discorsi”. Così, il Reale di ogni teoria scientifica è il Caos che si pone come limite e sfondo di ogni processo causale. Il Reale in psicoanalisi è il fondo pulsionale, corporeo, irriducibilmente individuale, di fronte a cui ogni interpretazione si arresta.
In Dicerie e pettegolezzi (dove articola una teoria delle leggende metropolitane) mostra come quasi tutto il nostro sapere di fatto sia costituito da leggende metropolitane, oltre le quali fa capolino la realtà dell'evento che ogni discorso sociale aggira. In Un cannibale alla nostra mensa affronta la questione del relativismo moderno, a cui oppone un “relativismo relativo”, facendo notare come ogni impostazione relativista rimanda necessariamente a qualcosa di assoluto che resta non tematizzato, presupposto e schivato. Accidia è una storia della malinconia dal Medio Evo fino a oggi: il senso e la natura che ogni epoca dà alla “depressione” rimanda a un vissuto opaco che nella storia viene interpretato diversamente.
In Sono uno spettro, ma non lo so analizza la cultura degli spettri e il nostro rapporto con i morti, notando come la morte “viva” tra noi proprio come istanza di Reale inassimilabile a ogni progetto di vita, ma che avvolge la costituzione di questi progetti. In particolare (ad esempio in La strategia freudiana e in Perversioni) si è dedicato a una rilettura originale della teoria di Freud, e della psicoanalisi in generale, come fondata su una metafisica precisa della “carne significante”. Il tessuto interpretativo ed esplicativo di Freud rimanda però a sua volta a qualcosa di non interpretabile né spiegabile: la pulsione come sorgente opaca e non-significante della soggettività.

## Opere principali
- La strategia freudiana, Napoli, Liguori, 1984.
- "Traduzione / Tradizione" in G. Mari, a cura, Moderno Postmoderno, Feltrinelli, Milano, 1988.
- (con Oscar Nicolaus) La bottega dell' anima, Milano, Franco Angeli, 1990.
- Capire l'America, Genova, Costa & Nolan, 1995.
- "Le Regard de l'aveugle: Cézanne et le cubisme", Ligeia, n. 21-24, Oct. 1997-Juin 1998, pp. 57–67.
- “Neapel”, Kursbuch Stadt. Stadtleben und Stadkultur an der Jahrtausendwende, Redaktion Stefan Bollmann, Stuttgart, DVA, 1999, pp. 221–243.
- Dicerie e pettegolezzi, Bologna, Il Mulino, 2000.
- Un cannibale alla nostra mensa. Gli argomenti del relativismo nell'epoca della globalizzazione, Bari, Dedalo, 2000.
- Perversioni. Sessualità, etica e psicoanalisi, Torino, Bollati Boringhieri, 2005.
- Mechta Lakana [in russo], "Aleteija", Sankt-Peterburg, 2006.
- Accidia. La passione dell'indifferenza, Bologna, Il Mulino, 2008.
- con Anthony Molino, In Freud's Tracks. Conversations from the Journal of European psychoanalysis, Washington, USA, Aronson, 2008.
- Lo jettatore, Milano, Mimesis, 2011.
- La gelosia, Bologna, Il Mulino, 2011.
- “The Monsters Next Door”, American Imago. Psychoanalysis and Human Sciences, 69, Winter 2012, n. 4, pp. 435–448.
- “Does Perversion Need the Law?”, edited by Wolfgang Müller-Funk, Ingrid Scholz-Strasser, Herman Westerink, Psychoanalysis, Monotheism and Morality. The Sigmund Freud Museum Symposia 2009-2011, Leuven, Leuven University Press, 2013, pp. 175–184.
- “Alle origini del relativismo moderno”, in Michel de Montaigne, Dei cannibali, Mimesis, Milano 2013 pp. 23–48.
- Confini dell'interpretazione. Freud Feyerabend Foucault, Milano, IPOC, 2013.
- Sono uno spettro, ma non lo so, Milano, Mimesis, 2013.
- Wittgenstein. Lo stupore e il grido, Milano, et.al, 2013 (www.sergiobenvenuto.it/meditare/articolo.php?ID=61)
- (con Antonio Lucci) Lacan,oggi. Sette conversazioni per capire Lacan,Milano,MIMESIS,2014ISBN 9788857519449
- La psicoanalisi e il reale. 'La negazione' di Freud, Orthotes, Napoli-Salerno, 2015
- Perversions. Sexuality, Ethics, Psychoanalysis, London, Karnac, 2016
- Godere senza limiti. Un italiano nel maggio '68 a Parigi, Milano, Mimesis, 2018
- Leggere Freud. Dall'isteria alla fine dell'analisi, Orthotes, Napoli-Salerno, 2018
- Conversations with Lacan, Routledge, London, 2020
- La ballata del mangiatore di cervella, Orthotes, Salerno 2020.